# Nguyễn Anh Dũng (chính khách)
Nguyễn Anh Dũng (sinh ngày 21 tháng 10 năm 1959) là một doanh nhân và chính trị gia người Việt Nam. Ông hiện là Chủ tịch Hội đồng thành viên tập đoàn Hóa chất Việt Nam (Vinachem) từ tháng 4 năm 2012 đến nay. Ông từng là đại biểu Quốc hội Việt Nam khóa 13, thuộc đoàn đại biểu Bắc Giang.

## Kỉ luật
Ngày 20 tháng 9 năm 2017, Ban Bí thư Ban Chấp hành Trung ương Đảng Cộng sản Việt Nam khóa 12 đã thống nhất quyết định cách tất cả các chức vụ trong Đảng của ông Nguyễn Anh Dũng (bao gồm Ủy viên Ban Chấp hành Đảng bộ Khối Doanh nghiệp Trung ương; Ủy viên Ban Chấp hành Đảng bộ Tập đoàn hóa chất Việt Nam; Bí thư Đảng ủy Tập đoàn Hóa chất Việt Nam), đồng thời yêu cầu Ban cán sự đảng Bộ Công thương Việt Nam chỉ đạo xem xét thi hành kỷ luật hành chính với ông Dũng.